# Центр гуманитарных исследований пространства
Центр гуманита́рных иссле́дований простра́нства (ЦГИП) — российская государственная институция, объединявшая исследования пространства в его гуманитарной составляющей. Занимался как фундаментальными, так и прикладными исследованиями. Был структурным подразделением Российского научно-исследовательского института культурного и природного наследия имени Д. С. Лихачёва (Института Наследия). ЦГИП был создан в 2011 году на базе сектора гуманитарной географии Института Наследия, существовавшего с 2004 года. Прекратил существование в 2013 году в связи реорганизацией ведомственных институтов Министерства культуры РФ министром Владимиром Мединским и реорганизацией Института Наследия новым директором института Павлом Юдиным.

## Цель
Цель Центра гуманитарных исследований пространства — создание единого поля междисциплинарных гуманитарных исследований пространства в нынешних условиях отсутствия систематического научно-исследовательского взаимодействия в этой теме, фрагментарности и несвязности отдельных гуманитарных исследований пространства и пространственных представлений.
При этом —
Гуманитарные исследования пространства могут вестись на различных уровнях: онтологическом, феноменологическом, методологическом, теоретическом, инструментально-прикладном. Все <...> уровни исследований объединяет представление о когнитивном и дискурсивном единстве всех возможных научных направлений: мысль о пространстве может совпадать и коррелировать с пространством этой же мысли.

## Задачи
- Проведение систематических научных исследований, охватывающих ключевые аспекты гуманитарно-пространственной проблематики.
- Развитие научных контактов и коммуникаций в сфере междисциплинарных гуманитарных исследований пространства.
- Создание и поддержание сети научных событий, связанных с гуманитарными исследованиями пространства: научные семинары, симпозиумы и конференции; подготовка научных сборников; проведение экспедиций.
- Ведение научно-коммуникативного и дискурсивного мониторинга новых научных направлений, связанных с гуманитарными исследованиями пространства.[1]

## История

### Сектор гуманитарной географии (2004—2011)
Создание в 2004 году в Российском научно-исследовательском институте культурного и природного наследия имени Д. С. Лихачёва сектора гуманитарной географии фактически было первой институциализацией гуманитарной географии — нового научного направления, основанного в 1999 году географом и культурологом Дмитрием Замятиным, который и возглавил сектор. Новый сектор был создан вместо упразднённого сектора географии культуры и искусства, бывшие сотрудники которого автоматически перешли в сектор гуманитарной географии.
В сектор гуманитарной географии Института Наследия были приглашены ведущие российские учёные в области теоретической (Борис Родоман), культурной (Ольга Лавренова, Надежда Замятина), политической (Ростислав Туровский) и собственно развивающейся гуманитарной (Иван Митин) географии. Позже сотрудниками сектора стали востоковед Ирина Глушкова и культуролог Александр Люсый.
Наиболее значительные публикации сектора гуманитарной географии Института Наследия были связаны с выпускавшимся им же в «2004—2010 годах альманахом Гуманитарная география». В 2008 году сектор организовал и провёл в Москве международную конференцию «Россия: воображение пространства / пространство воображения», поддержанную Франко-российским центром гуманитарных и общественных наук, в которой приняли участие мировые гуманитарии, специализирующиеся в пространственных исследованиях. Результатом конференции стал специальный выпуск альманаха «Гуманитарная география» под тем же, что и конференция, названием, выпущенный в «2009 году издательством Аграф» в серии «Кабинет визуальной антропологии». В 2008 году в Институте Наследия вышла коллективная монография трёх сотрудников сектора (Дмитрий Замятин, Надежда Замятина, Иван Митин) «Моделирование образов историко-культурной территории: методологические и теоретические подходы». Одновременно с этим у большинства сотрудников сектора гуманитарной географии выходили монографии в ведущих российских научных издательствах и научные и научно-популярные статьи в международных и российских журналах.

### Центр гуманитарных исследований пространства (2011—2013)
Преемственность Центра гуманитарных исследований пространства предшествовавшему ему сектору гуманитарной географии была заявлена декларативно и фактически следовала из оставления ЦГИП в структуре Института наследия и сохранения руководителя и основного состава сотрудников. При этом, оставляя за собой исследования в области гуманитарной и культурной географии, культурного ландшафтоведении и географии искусства, ЦГИП заявил о новых для себя задачах «за счёт расширения дискурсивного поля пространственных исследований, развития новых научных направлений».
С 2012 года ЦГИП издавал сетевой (электронный) научный журнал «Культурная и гуманитарная география», включённый в Российский индекс научного цитирования (РИНЦ). Главный редактор журнала — сотрудник ЦГИП Иван Митин.
Центр гуманитарных исследований пространства прекратил своё существование с увольнением всех сотрудников 31 июля 2013 года в связи реорганизацией ведомственных институтов Министерства культуры РФ министром Владимиром Мединским и реорганизацией Института Наследия новым директором института Павлом Юдиным.

## Основные направления
| - Гуманитарная география - Культурная география - Культурное ландшафтоведение - География искусства | - Метагеография - Геопоэтика - Антропология пространства |

## Ключевые понятия и концепты, которыми оперировал ЦГИП
| - Пространство - Пространственность - Сопространственность - Культурный ландшафт - Географический образ | - Когнитивно-географический контекст - Локальный (пространственный) миф - Территориальная идентичность - Локальный текст - Путешествие |

## Проекты

### Научные проекты
- «Россия: воображение пространства/пространство воображения» (2008, грант Франко-российского центра общественных и гуманитарных наук при ИНИОН РАН, проведение международной конференции, издание сборника по итогам конференции, полевое исследование)[5][6].

### Полевые проекты
- Моделирование гуманитарно-географических образов города (2004—2005, города Елец, Касимов, Боровск).
- Гений и место (2006—2008, города Юрьевец, Балашов, Хвалынск).
- Локальные мифологии: генезис и закономерности развития (2009—2012, территории Урала).

### Проекты по маркетингу и брендингу территорий
- Разработка туристического бренда городов и районов Свердловской области (2011, по заказу Министерства культуры Свердловской области). Участники: Денис Визгалов (приглашённый эксперт), Дмитрий Замятин, Надежда Замятина, Ильдар Маматов[7][8][9][10][11][12].

### Экспертиза
- Открытый конкурс туристических и экскурсионных продуктов на базе международного фестиваля «Белые ночи в Перми» (2012, Пермь)[13][14].

## Руководитель
- 2004—2013 — Дмитрий Николаевич Замятин (р. 1962), «кандидат географических наук, доктор культурологии. Основатель и председатель редакционной коллегии альманаха Гуманитарная география» (2004—2010). Член редакционной коллегии журнала «Культурная и гуманитарная география» (с 2012). Лауреат премии Андрея Белого (2011).

## Сотрудники

### Состав на момент ликвидации в 2013 году
- Глушкова, Ирина Петровна (р. 1952) — ведущий научный сотрудник. Кандидат филологических наук, доктор исторических наук.
- Замятин, Алексей Николаевич (р. 1965) — старший научный сотрудник. Работал в ЦГИП с 2012 года.
- Замятина, Надежда Юрьевна (р. 1974) — ведущий научный сотрудник. Кандидат географических наук.
- Лавренова, Ольга Александровна (р. 1969) — ведущий научный сотрудник. Кандидат географических наук, доктор философских наук. Работала в ЦГИП с 2004 года.
- Люсый, Александр Павлович (р. 1953) — старший научный сотрудник. Кандидат культурологии.
- Маматов, Ильдар Юнусович (р. 1962) — старший научный сотрудник. Работал в ЦГИП с 2011 года.
- Митин, Иван Игоревич (р. 1983) — старший научный сотрудник. «Кандидат географических наук. Учёный секретарь (2005—2010), ответственный редактор (2008—2010), составитель (2009) альманаха Гуманитарная география». «Главный редактор журнала Культурная и гуманитарная география» (с 2012). Работал в ЦГИП с 2004 года.
- Павлов, Кирилл Александрович (р. 1977) — научный сотрудник.
- Панарина, Дарья Сергеевна (р. 1984) — старший научный сотрудник. Работала в ЦГИП с 2012 года.
- Родоман, Борис Борисович (р. 1931) — ведущий научный сотрудник. Доктор географических наук.  Работал в ЦГИП с 2007 года[15].

### Бывшие сотрудники
- Белоусов, Сергей Львович — старший научный сотрудник сектора гуманитарной географии Института Наследия, кандидат искусствоведения[16][17].
- Крылов, Михаил Петрович — старший научный сотрудник сектора гуманитарной географии Института Наследия, кандидат географических наук[18][19][20].
- Туровский, Ростислав Феликсович (р. 1970). Работал в Институте Наследия в 1999—2011 годах. С 2004 по 2011 год был старшим, затем ведущим научным сотрудником сектора гуманитарной географии[21][22][23].
- Тхуго, Ирина Леонидовна — старший научный сотрудник сектора гуманитарной географии Института Наследия.[22]

### Труды Центра гуманитарных исследований пространства

#### Альманах «Гуманитарная география»
- Гуманитарная география: Научный и культурно-просветительский альманах / Сост., отв. ред. Д. Н. Замятин; авт. Балдин А., Галкина Т., Замятин Д. и др. — Вып. 1. — М.: Институт Наследия, 2004. — 431 с. — 500 экз. — ISBN 5-86443-107-9.
- Гуманитарная география: Научный и культурно-просветительский альманах / Сост., отв. ред. Д. Н. Замятин; авт. Андреева Е., Белоусов С., Галкина Т. и др. — Вып. 2. — М.: Институт Наследия, 2005. — 464 с. — 500 экз. — ISBN 5-86443-107-9.
- Гуманитарная география: Научный и культурно-просветительский альманах / Сост., отв. ред. Д. Н. Замятин; авт. Абдулова И., Амоголонова Д., Балдин А. и др. — Вып. 3. — М.: Институт Наследия, 2006. — 568 с. — 350 экз. — ISBN 5-86443-107-9.
- Гуманитарная география: Научный и культурно-просветительский альманах / Сост., отв. ред. Д. Н. Замятин; авт. Абдулова И., Амоголонова Д., Герасименко Т. и др. — Вып. 4. — М.: Институт Наследия, 2007[24]. — 464 с. — 350 экз. — ISBN 5-86443-107-9.
- Гуманитарная география: Научный и культурно-просветительский альманах / Отв. ред. И. И. Митин; сост. Д. Н. Замятин; авт. Белоусов С., Вахрушев В., Глушкова И. и др. — Вып. 5. — М.: Институт Наследия, 2008. — 432 с. — 500 экз. — ISBN 978-5-86443-153-5.
- Россия: воображение пространства / пространство воображения (Гуманитарная география: Научный и культурно-просветительский альманах. Специальный выпуск) / Отв. ред. И. И. Митин; сост. Д. Н. Замятин, И. И. Митин. — М.: Аграф, 2009. — 464 с. — (Серия «Кабинет визуальной антропологии»). — 1000 экз. — ISBN 978-5-7784-0394-9.
- Гуманитарная география: Научный и культурно-просветительский альманах / Отв. ред. И. И. Митин; сост. Д. Н. Замятин; авт. Анисимов К. В., Балдин А. Н., Горелова Ю. Р. и др. — Вып. 6. — М.: Институт Наследия, 2010. — 368 с. — 500 экз. — ISBN 978-5-86443-157-3.

#### Коллективные монографии
- Замятин Д. Н., Замятина Н. Ю., Митин И. И. Моделирование образов историко-культурной территории: методологические и теоретические подходы / Отв. ред. Д. Н. Замятин. — М.: Институт Наследия, 2008. — 760 с. — ISBN 978-5-86443-133-7

#### Монографии
- Замятин Д. Н. Метагеография: Пространство образов и образы пространства. — М.: Аграф, 2004. — 512 с. — (Серия «Кабинет визуальной антропологии»). — ISBN 5-7784-0237-6
- Митин И. И. Комплексные географические характеристики. Множественные реальности мест и семиозис пространственных мифов. — Смоленск: Ойкумена, 2004. — 160 с.
- Замятин Д. Н. Власть пространства и пространство власти: Географические образы в политике и международных отношениях. — М.: Российская политическая энциклопедия (РОССПЭН), 2004. — 352 с. — ISBN 5-8243-0300-2
- Замятин Д. Н. Культура и пространство: Моделирование географических образов. — М.: Знак, 2006. — 488 с. — ISBN 5-9551-0144-6
- Туровский Р. Ф. Центр и регионы: проблемы политических отношений. — М.: Издательство ГУ-ВШЭ, 2006.
- Туровский Р. Ф. Политическая регионалистика. — М.: Издательство ГУ-ВШЭ, 2006.
- Родоман Б. Б. География, районирование, картоиды. Сборник трудов. — Смоленск: Ойкумена, 2007. — 368 с. — 500 экз. — ISBN 5-93520-056-2
- Люсый А. П. Наследие Крыма: геософия, текстуальность, идентичность. — М.: Русский импульс, 2007. — 240 с.
- Глушкова И. П. Подвижность и подвижничество. Теория и практика тиртха-ятры. — М.: Наталис, 2008.
- Люсый А. П. Нашествие качеств: Россия как автоперевод. — М.: Товарищество научных изданий КМК, 2008. — 521 с.
- Лавренова О. А. Пространства и смыслы: Семантика культурного ландшафта. — М.: Институт Наследия, 2010. — 330 с.
- Люсый А. П. Поэтика предвосхищения: Россия сквозь призму литературы, литература сквозь призму культурологии. — М.: Товарищество научных изданий КМК, 2011. — 570 с.
- Люсый А. П. Новейший  Аввакум:  Текстуальная революция в России в свете Первой мировой Крымской семантической войны. — Саарбрюккен: LAP LAMBERT Academic Publishing, 2012. — 556 с. — ISBN 978-3-8473-3189-6

#### Статьи
См. в статьях Википедии о сотрудниках ЦГИП их персональные библиографии

### О Центре гуманитарных исследований пространства
- Интервью Дмитрия Замятина Артёму Космарскому и Сергею Рассказову // Communitas. — 2005. — № 2.
- Ваганов Андрей. Воля к воображению пространства. Проблема вырождения всякой науки в том, что она теряет образы: [Интервью c Дмитрием Замятиным] // Независимая газета (Приложение «Наука»). — 2008. — 28 мая.
- Ваганов Андрей. Гуманитарная география пространства. Территория как образ, который можно искусственно сконструировать в геокультуре: [Интервью c Дмитрием Замятиным] // Независимая газета (Приложение «Наука»). — 2012. — 28 ноября.
- Заславский Григорий. Судьбы академической науки: [Интервью в программе «Искусственный отбор» с Дмитрием Николаевичем Замятиным, руководителем Центра гуманитарных исследований пространства Российского научно-исследовательского института культурного и природного наследия им. Д.С. Лихачева, и Алексеем Григорьевичем Васильевым, бывшим заместителем директора Российского института культурологии по научной работе] // Радио Культура. — 28 июля 2013 года.
- Заславский Григорий. Неделя в культуре: Прикладная и академическая // Независимая газета. — 28 июля 2013 года.
- Козаченко Евгений. Страна должна иначе себя воображать: [Интервью с Дмитрием Замятиным] // Новая газета. — 14 августа 2013 года. — № 89.